# Daniel Żółtak
Daniel Żółtak, poljski rokometaš, * 28. februar 1984, Olsztyn.
Leta 2010 je na evropskem rokometnem prvenstvu s poljsko reprezentanco osvojil 4. mesto.